# BDO International
BDO International este o companie internațională de audit și consultanță.
Compania este prezentă în 162 de țări și a avut afaceri de 8.1 miliarde de dolari în anul 2017.
BDO este a cincea firmă din piața de servicii profesionale, după giganții din Big Four.
Compania este prezentă și în România, unde a realizat o cifră de afaceri de 10 milioane de dolari în anul 2008.